# Sarremezan
Sarremezan ist eine französische Gemeinde mit 90 Einwohnern (Stand 1. Januar 2022) im Département Haute-Garonne in der Region Okzitanien (zuvor Midi-Pyrénées). Die Einwohner werden als Sarremezanais bezeichnet.

## Geographie
Umgeben wird Sarremezan von den fünf Nachbargemeinden:
| Montmaurin | Lespugue                                    | Charlas    |
|            | Kompassrose, die auf Nachbargemeinden zeigt |            |
| Larroque   |                                             | Cardeilhac |

## Bevölkerungsentwicklung
| Jahr                      | 1962 | 1968 | 1975 | 1982 | 1990 | 1999 | 2005 | 2010 | 2016 | 2019 |
| ------------------------- | ---- | ---- | ---- | ---- | ---- | ---- | ---- | ---- | ---- | ---- |
| Einwohner                 | 130  | 125  | 120  | 103  | 77   | 69   | 70   | 98   | 95   | 93   |
| Quelle: Cassini und INSEE |      |      |      |      |      |      |      |      |      |      |

Im Jahr 1806 erreichte der Ort mit 384 Einwohnern seine höchste Bevölkerungszahl.

## Sehenswürdigkeiten
- Schloss (Monument historique), erbaut im 15. Jahrhundert
- Kapelle St-Julien, erbaut im 12. Jahrhundert

Siehe auch: Liste der Monuments historiques in Sarremezan